# Camille Bryen
Camille Bryen (* 7. September 1907 in Nantes; † 5. August 1977 in Paris) war ein französischer Maler und Dichter. 
Camille Bryen zählte zu den Vertretern des französischen Informel. Zusammen mit dem französischen Maler Georges Mathieu gründete er die Bewegung der Non-Figuration Psychique. Neben dem Gründer Georges Mathieu und den Künstlern Hans Hartung, Wols sowie Gérard Schneider war auch Bryen ein wichtiger Vertreter der Lyrischen Abstraktion.  
Seine Werke sind von Bewegung geprägte Zeichenmosaiken und unter anderem im Musée Greuze in Tournus ausgestellt. Neben der Malerei war er auch als Dichter tätig.

## Werke (Auswahl)
- Précambryen im Unterlinden-Museum
- Crinane Irisé im Musée d’Art moderne et contemporain de Strasbourg